# Дунаевский, Максим Исаакович
Макси́м Исаа́кович Дунае́вский (до 1961 года — Пашков; род. 15 января 1945, Москва) — советский и российский композитор, пианист. Народный артист Российской Федерации (2006). Художественный руководитель и председатель художественного совета Московской областной филармонии с 2015 года. С 2021 года — Президент российской национальной премии и фестиваля «Музыкальное сердце театра».

## Биография
Родился 15 января 1945 года в Москве. Сын композитора Исаака Дунаевского и балерины Ансамбля песни и пляски Российской армии имени А. В. Александрова и Московского театра оперетты Зои Ивановны Пашковой (1922—1994), родившийся вне брака. Старший брат Максима по отцу Евгений (1932—2000) был художником. Фамилию отца Максим получил только в 16 лет при получении паспорта. До этого он носил фамилию матери Пашков. Когда Максиму было 10 лет, умер его отец. Встал вопрос о наследстве. Благодаря ходатайству известных композиторов и специальному решению советских государственных и партийных инстанций, он был официально признан законным наследником, наравне со своей матерью, а также с единственной официальной женой Исаака Дунаевского З. А. Судейкиной и их старшим сыном Евгением.
В 1965 году окончил теоретико-композиторское отделение музыкального училища при Московской государственной консерватории им. П. И. Чайковского.
В 1970 году окончил теоретико-композиторское отделение Консерватории по классу композиции. Его педагогами были Николай Раков, Дмитрий Кабалевский, Андрей Эшпай, Тихон Хренников и Альфред Шнитке.
Максим Дунаевский мог стать композитором, пишущим академическую музыку. Но его судьбу определила встреча со студией «Наш дом» в составе студенческого театра МГУ, которой руководили Марк Розовский, Илья Рутберг и Альберт Аксельрод. Дунаевский был музыкальным руководителем студии с августа 1964 года до её закрытия в 1969 году.
С 1969 по 1974 год Дунаевский был дирижёром Театра имени Е. Вахтангова; в 1974—75 годах — главным дирижёром и музыкальным руководителем Московского Мюзик-холла; в 1985—1987 гг. — художественным руководителем и главным дирижёром Государственного эстрадного оркестра РСФСР (привлёк в состав оркестра таких людей, как Павел Смеян, Ирина Понаровская, Борис Оппенгейм, Вейланд Родд (мл.), Андрей Давидян и музыканты рок-группы «СВ»); в 1987 году — музыкальным руководителем Театра-студии музыкальной драмы (худ. рук. Юрий Шерлинг).
Наряду с симфоническими, камерными и вокальными произведениями Максим Дунаевский стал писать музыку для театра, а позднее для кино и эстрады. Для спектакля Марка Розовского в ТЮЗе он написал в 1974 году многие песни, вошедшие затем в телефильм «Д’Артаньян и три мушкетёра» (1978, Розовский был автором сценария).

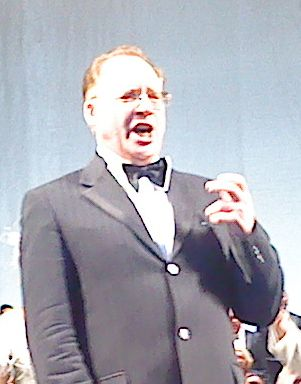
Максим Дунаевский исполняет песню Исаака Дунаевского «Широка страна моя родная». Саратов, Собиновский фестиваль, 2010 год

Максим Дунаевский организовал свой эстрадный, игравший также и рок, ансамбль «Фестиваль» (1977—1990), сотрудничал как автор песен с такими поэтами, как Леонид Дербенёв, Наум Олев, Юрий Ряшенцев, Илья Резник, Роберт Рождественский, Юрий Энтин, Николай Денисов. Песни Максима Дунаевского являются неотъемлемой частью творчества Михаила Боярского, Жанны Рождественской, Николая Караченцова, Павла Смеяна, Дмитрия Харатьяна, Любови Успенской, Маши Распутиной, Игоря Наджиева, Татьяны Булановой и других исполнителей. Среди его произведений — концерт для фортепиано с оркестром, 1970, кантата для хора a cappella «Старые корабли» (на стихи А. Лундквиста, 1970), произведения для камерно-инструментальных ансамблей, сонаты, циклы романсов, хоры.
Он — автор музыки к более, чем 60 фильмам (самые известные — «Д’Артаньян и три мушкетёра», «Мушкетёры двадцать лет спустя», «Тайна королевы Анны, или Мушкетёры тридцать лет спустя», «Сокровища кардинала Мазарини, или Возвращение мушкетёров», «Ах, водевиль, водевиль…», «Карнавал», «Трест, который лопнул», «Зелёный фургон», «Мэри Поппинс, до свидания!», «Маленькое одолжение», «Светлая личность»), телеспектаклю «Мальчик со шпагой», мультфильмам «Пиф-паф, ой-ой-ой!», «Летучий корабль» и «Кошкин дом», автор мюзиклов «Тили-тили-тесто…», «Емелино счастье», «Три мушкетёра», «В поисках капитана Гранта», «Веселые ребята-2», «Двенадцать стульев», «Любовь и шпионаж», посвящённый Мате Хари, «Алые паруса». Максим Дунаевский — также автор рок-оперы «Саломея, царевна Иудейская», написанной им в начале 1990-х годов в соавторстве с поэтом Юрием Ряшенцевым.
Вёл программу об оперетте «С легким жанром!» на телеканале «Культура». Член жюри музыкального телевизионного конкурса «Народный артист». С 2015 года — председатель жюри музыкального телевизионного конкурса «Новая звезда».
В 1994 году специально для Николая Караченцова он написал 10 песен на стихи Ильи Резника, которые потом вошли в сольный альбом актёра «Моя маленькая леди», записанный им в Лос-Анджелесе.
Прожил в США почти восемь лет (1992 — 1999), работал в Голливуде, написал музыку к нескольким фильмам.
С 2015 года является художественным руководителем и председателем Художественного совета Московской областной филармонии.
В октябре 2018 года Максим Дунаевский снялся в пятисерийном документальном фильме «Пока ещё мы вместе, или Мушкетёры сорок лет спустя» (режиссёр Вячеслав Каминский, автор сценария Максим Фёдоров), посвящённом созданию картин Георгия Юнгвальд-Хилькевича «Д’Артаньян и три мушкетёра», «Мушкетёры двадцать лет спустя», «Тайна королевы Анны, или Мушкетёры тридцать лет спустя» и «Возвращение мушкетёров, или Сокровища кардинала Мазарини». Премьера фильма состоялась 14 февраля 2020 года в Белом зале Центрального Дома кино.
В 2021 году возглавил жюри российской национальной премии и фестиваля «Музыкальное сердце театра».

## Личная жизнь
До 2024 года Максим Дунаевский был женат восемь раз:
- первая жена — Наталья Леонова;
- вторая жена — Регина Темирбулатова;
- третья жена — Елена Дунаевская;
- четвёртая жена — Наталья Андрейченко. В браке родился сын Дмитрий (род. 1982) — финансист, проживает в Швейцарии;
- пятая жена — Ольга Данилова (манекенщица);
- шестая жена — Ольга Шеронова;
- седьмая жена — Марина Рождественская (род. 11 ноября 1972)[14]. В браке родилась дочь Полина. Старшую дочь Рождественской Марию Сергеевну Воронову (род. 1995) Дунаевский не удочерял, но разрешил ей использовать его фамилию как псевдоним[15].
- восьмая жена — музыковед Алла Новосёлова. Брак зарегистрирован 27 ноября 2021 года[16][17].

Имеет дочь Алину (род. 1983) от Нины Спады — филолога, переводчика с иностранных языков и писателя (в июне 2018 года выпустила книгу автобиографического содержания «Душою настежь. Максим Дунаевский в моей жизни»). Алина с четырёх лет проживает во Франции, где организовала свою рок-группу «Markize». Автор-композитор-исполнитель своих песен в стиле поп-рок, записала и выпустила несколько музыкальных альбомов, видеоклипов и синглов.
Имеет в собственности квартиру в Москве и загородный дом в Алабине.

## Общественная деятельность и благотворительность

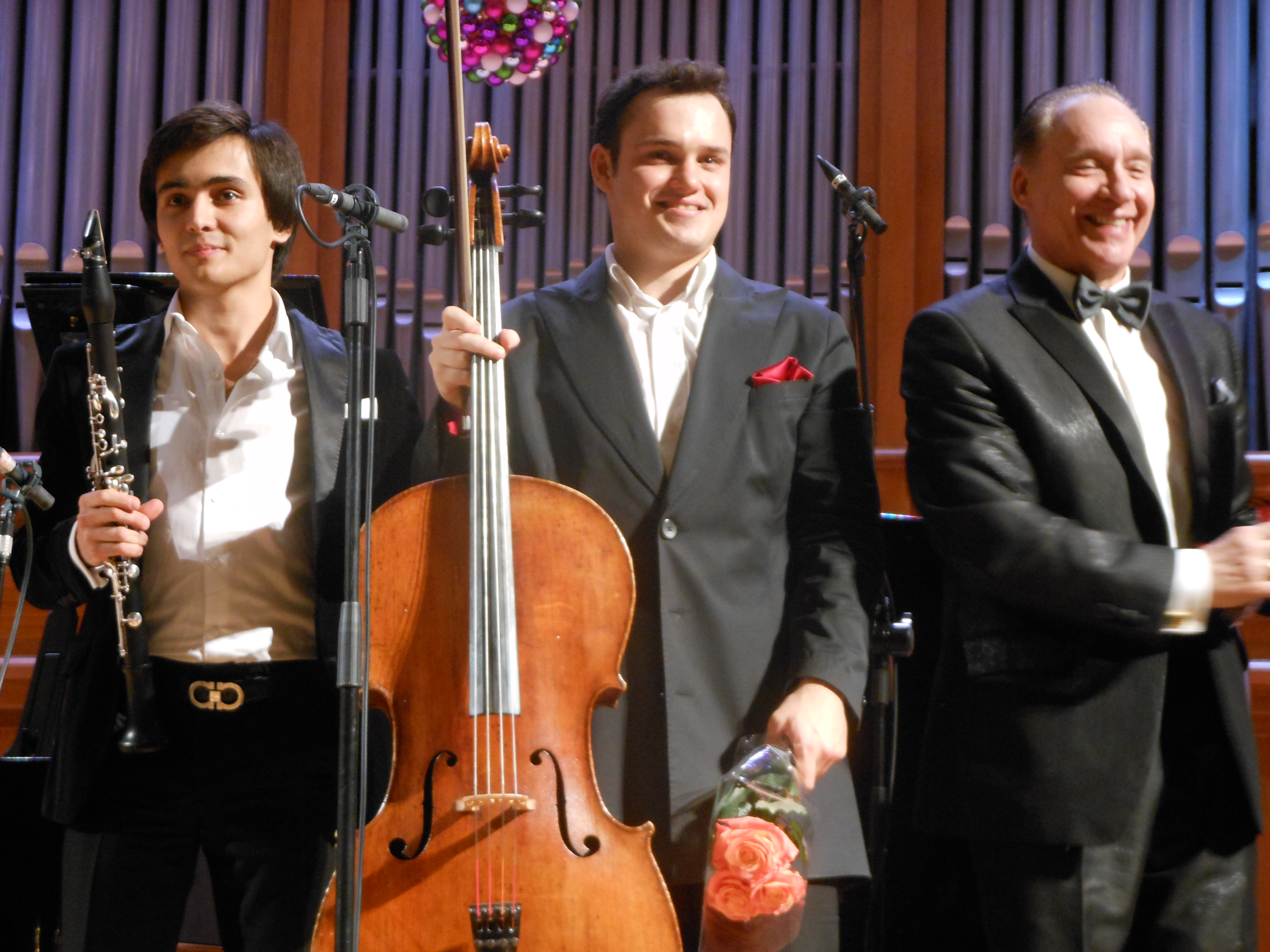
В день 70-летия Дунаевский на гала-концерте в Консерватории им. П. И. Чайковского представляет новое поколение «звёзд» — кларнетиста Артура Назиуллина (слева) и виолончелиста Арсения Чубачина (в центре)

Помимо творчества, Максим Дунаевский активно занимается общественной деятельностью и благотворительностью. Он является президентом Благотворительного культурного фонда имени Исаака Дунаевского, заместителем председателя Гильдии профессиональных композиторов, академиком Российской национальной киноакадемии, членом экспертного совета первого канала телевидения по отбору на конкурс «Евровидение» и ежегодной музыкальной программы «Новые песни о главном». Последние два факта несколько противоречат его заявлениям о современной поп-музыке («Я не хочу называть имен и как-то это комментировать. Думаю, большинству из них хорошо бы за столом петь. Пение требует большого профессионализма. Мало быть популярной фигурой. Этому надо учиться. Сейчас поют все, кому не лень. Могу сказать по-другому: у кого есть деньги. Другое дело, что с последним эфиром исчезает любое упоминание, в памяти стираются имя и внешность исполнителя, который совсем недавно был известен»). Высоко оценил Диму Билана, а также Александра Панайотова.
Также им основан кооператив «Творческий центр „ИМАКС“ под художественным руководством М. Дунаевского» (с начала 1990-х годов).
20 мая 2011 года и 17 января 2015 года на Первом канале вышли выпуски программы ДОстояние РЕспублики, посвящённые Максиму Дунаевскому.

## Фильмография

### Композитор
1. 1972 — Синие зайцы, или Музыкальное путешествие
2. 1974 — Да здравствует природа![21]
3. 1974 — Автомобиль, скрипка и собака Клякса
4. 1975 — Мальчик со шпагой, 9-серийный телеспектакль
5. 1975 — Повторная свадьба
6. 1977 — Семья Зацепиных
7. 1978 — Д’Артаньян и три мушкетёра
8. 1979 — Ах, водевиль, водевиль…
9. 1979 — Летучий корабль
10. 1979 — Ипподром
11. 1980 — В пределах Садового кольца
12. 1980 — Если бы я был начальником...
13. 1980 — Пиф-паф, ой-ой-ой!
14. 1980 — Кодовое название «Южный гром»
15. 1981 — Карнавал
16. 1981 — Куда он денется!
17. 1981 — Семь счастливых нот
18. 1981 — Проданный смех
19. 1982 — Кошкин дом
20. 1982 — Трест, который лопнул
21. 1983 — Зелёный фургон
22. 1983 — Мэри Поппинс, до свидания
23. 1984 — Маленькое одолжение
24. 1985 — В поисках капитана Гранта
25. 1985 — Опасно для жизни!
26. 1986 — На острие меча
27. 1986 — Там, где нас нет
28. 1987 — Ссуда на брак
29. 1988 — Француз
30. 1989 — Светлая личность
31. 1990 — Живая мишень
32. 1990 — Подземелье ведьм
33. 1990 — Ловушка для одинокого мужчины
34. 1991 — Год хорошего ребёнка
35. 1991 — И чёрт с нами!
36. 1991 — Белые ночи
37. 1992 — А вот и я…
38. 1992 — Приятного аппетита, телевизорчик!
39. 1992 — Ребёнок к ноябрю
40. 1992 — Мушкетёры двадцать лет спустя
41. 1993 — Тайна королевы Анны, или Мушкетёры тридцать лет спустя
42. 1996 — Умереть от счастья и любви
43. 1999 — «Танцуй со мной» (англ. Dance with Me)[22]
44. 2000 — Формула счастья
45. 2000 — Граница. Таёжный роман
46. 2000 — Рыцарский роман
47. 2002 — Атлантида
48. 2003 — Криминальное танго
49. 2003 — Бомба для невесты (мини-сериал)
50. 2004 — Амапола
51. 2004 — Двенадцать стульев
52. 2004 — Убойная сила-6. Мыс Доброй надежды
53. 2005 — Иллюзия мечты
54. 2005 — Похитители ёлок
55. 2006 — Утёсов. Песня длиною в жизнь
56. 2006 — Парк советского периода
57. 2006 — Мой ласковый и нежный мент / Нежный барс (сериал)
58. 2007 — Сашка, любовь моя (сериал)
59. 2008 — Возвращение мушкетёров, или Сокровища кардинала Мазарини
60. 2008 — На краю стою
61. 2008 — А я люблю женатого
62. 2008 — Шут и Венера
63. 2008 — Красное и чёрное
64. 2009 — Скелет в шкафу
65. 2011 — Без правил (мини-сериал)
66. 2012 — 1812: Уланская баллада
67. 2013 — На краю добра
68. 2013 — Сокровища О. К.
69. 2014 — Боцман Чайка
70. 2014 — Полный вперёд!
71. 2017 — О любви
72. 2019 — Зелёный фургон. Совсем другая история
73. 2019 — Пока ещё мы вместе, или Мушкетёры сорок лет спустя (документальный)
74. 2020 — Зебра в клеточку[23]
75. 2021 — Забезу. Уши с хвостиком[24]

## Дискография

#### Виниловые пластинки, выпущенные на фирме «Мелодия»
- 1975 — Музыкальная сказка «По щучьему велению», (диск-гигант)
- 1977 — Песни из сказки «Когда поют светофоры» (миньон)
- 1981 — Мюзикл «Три мушкетёра», (тройной диск-гигант)
- 1982 — Музыкальная сказка «Летучий корабль», (диск-гигант)
- 1982 — Максим Дунаевский. Песни из к/ф «Карнавал» (миньон)
- 1983 — «Городские цветы. (Михаил Боярский поёт песни Максима Дунаевского)», (миньон)
- 1984 — Музыка и песни из телефильма «Мэри Поппинс, до свидания», (диск-гигант)

#### Авторские компакт-диски
- 1995 — Мюзикл «Три мушкетёра», (2 CD)
- 1996 — Николай Караченцов «Моя маленькая леди», (CD)
- 1996 — Мюзикл «Умереть от счастья и любви», (CD)
- 1996 — Максим Дунаевский «Лучшие песни», часть первая (CD)
- 1997 — Максим Дунаевский «Лучшие песни», часть вторая (CD)
- 2001 — «Д’Артаньян и три мушкетёра (Музыка и песни из телефильма)», (CD)[25][26]
- 2001 — «Мэри Поппинс, до свидания! (Музыка и песни из телефильма)», (CD)
- 2002 — Максим Дунаевский «Золотая коллекция», часть первая (CD)
- 2002 — Максим Дунаевский «Золотая коллекция», часть вторая (CD)
- 2002 — Максим Дунаевский «Золотая коллекция», часть третья (CD)[27]
- 2004 — Максим Дунаевский «Мэри Поппинс, до свидания!» (Мюзикл) (CD)[28]
- 2015 — Максим Дунаевский «Три Мушкетера. Приключенческое Шоу» (CD)[29]

## Музыкальные спектакли и мюзиклы
- 1968 — «Тили-тили-тесто…»
- 1974 — «Три мушкетёра» (либретто Марка Розовского, стихи Юрия Ряшенцева)
- 1975 — «Емелино счастье»
- 1987 — «В поисках капитана Гранта»
- 1991 — «Саломея, царевна иудейская» (либретто и стихи Юрия Ряшенцева)
- 2003 — «Мэри Поппинс, до свидания!» (либретто Вячеслава Вербина, стихи Наума Олева)
- 2004 — «Весёлые ребята-2» (либретто и стихи Вадима Жука и Игоря Иртеньева)
- 2010 — «Алые паруса» (либретто и стихи Михаила Бартенева и Андрея Усачёва)
- 2010 — «Мата Хари: Любовь и шпионаж» (либретто и стихи Николая Денисова)
- 2010 — «Летучий корабль» (либретто и стихи Юрия Энтина)
- 2015 — «Дневник авантюриста» (стихи Николая Денисова)
- 2017 — «Эзоп» (стихи Николая Денисова)
- 2018 — «Капитанская дочка» (либретто и стихи Марка Розовского)
- 2018 — «Летучий корабль» (либретто Велерия Ткачука, стихи Юрия Энтина)
- 2019 — «Коломба, или Бумажные розы» (стихи Николая Денисова)
- 2019 — «Отпетые мошенники» (либретто и стихи Константина Рубинского)
- 2022 — «Каприз императрицы» (либретто Владимира Трифонова и Дмитрия Иванова)
- 2022 — «Любовь. Чума. Верона» (по пьесе Григория Горина, тексты песен Николая Денисова)[30]

## Государственные, общественные награды и поощрения
- В 2025 г. Фрязинской детской школе искусств в Московской области присвоено имя М. И. Дунаевского[31].
- Орден Почёта (28 октября 2019 года) — за большой вклад в развитие отечественной культуры и искусства, многолетнюю плодотворную деятельность[32].
- Знак Преподобного Сергия Радонежского (29 сентября 2017 года, Московская область) — за заслуги в общественной деятельности и достижения в культуре[33].
- В 2012 году стал лауреатом Национальной премии «Музыкальное сердце театра» в номинации «Лучшая музыка (композитор)» за мюзикл «Алые паруса» (Свердловский государственный академический театр музыкальной комедии, Екатеринбург; Пермский академический Театр-Театр; Новосибирский академический молодёжный театр «Глобус»).
- В 2008 году детской школе искусств в Калининградской области присвоено имя Исаака и Максима Дунаевских.
- В 2007 году награждён Орденом Буратино (вручён 05.02.2008).
- Народный артист Российской Федерации (13 февраля 2006 года) — за большие заслуги в области искусства[1].
- В 2005 году награждён Орденом Петра Великого I степени.
- Заслуженный деятель искусств Российской Федерации (1996 год)[34].
- Благодарность Президента Российской Федерации (11 июля 1996 года) — за активное участие в организации и проведении выборной кампании Президента Российской Федерации в 1996 году[35].
- Премия имени Анатолия Лысенко (2025) — в номинации "За личный вклад"[36][37][38][39].